# Sarah Paulson
Sarah Catharine Paulson (Tampa, 17 dicembre 1974) è un'attrice statunitense.
Attiva in campo cinematografico, televisivo e teatrale, Paulson ha ottenuto successo sul piccolo schermo grazie alle sue molteplici interpretazioni nella serie antologica American Horror Story, per le quali si è aggiudicata due Critics' Choice Awards e cinque candidature agli Emmy. Ha ricevuto le sue prime due candidature ai Golden Globe per il suo ruolo ricorrente nella serie televisiva Studio 60 on the Sunset Strip nel 2007 e nel film televisivo Game Change nel 2013.
Nel 2016 ha ricevuto ampi consensi da parte di critica e pubblico per la sua interpretazione di Marcia Clark nella prima stagione della serie antologica American Crime Story, grazie alla quale è diventata la prima attrice ad avere vinto i principali premi del circuito televisivo in uno stesso anno: il Premio Emmy, lo Screen Actors Guild Award, il Critics' Choice Award e il Golden Globe per la migliore attrice in una miniserie o film televisivo. Ha in seguito interpretato Mildred Ratched nella serie Netflix Ratched e Linda Tripp nella terza stagione della serie antologica American Crime Story, grazie alle quali ha ricevuto la sua quarta candidatura al Golden Globe e l’ottava agli Emmy. Nel 2017 è stata inserita dalla rivista Time nella lista delle cento persone più influenti del pianeta. Molto attiva anche sulle scene di Broadway, nel 2024 ha vinto il Tony Award alla miglior attrice protagonista in un'opera teatrale.

## Biografia
Nata a Tampa da Catharine Gordon Dolcater e Douglas Lyle Paulson II, i suoi genitori divorziarono quando aveva cinque anni e lei venne cresciuta dalla madre, con la quale si trasferì a New York. Ha iniziato recitando sul palco, mentre a fine anni novanta ha esordito nelle serie televisive American Gothic (1995-96), e Jack & Jill (1999-2001). In seguito è apparsa nei film What Women Want - Quello che le donne vogliono (2000) e Abbasso l'amore (2003), e ha avuto ruoli drammatici in Path to War (2002) e La scandalosa vita di Bettie Page (2005). Dal 2006 al 2007 Paulson ha interpretato il ruolo di Harriet Hayes nella serie drammatica Studio 60 on the Sunset Strip, per il quale ha ricevuto la prima candidatura ai Golden Globe. Ha anche recitato in una serie di film per la televisione e film indipendenti, e ha avuto un ruolo di primo piano nella serie comica Cupido nel 2009. Ha poi preso parte al film indipendente La fuga di Martha (2011), e ha ricevuto la prima candidatura agli Emmy e nuovamente al Golden Globe, nella sezione di miglior attrice non protagonista in una serie o film per la televisione per la sua interpretazione di Nicolle Wallace nel film Game Change (2012).

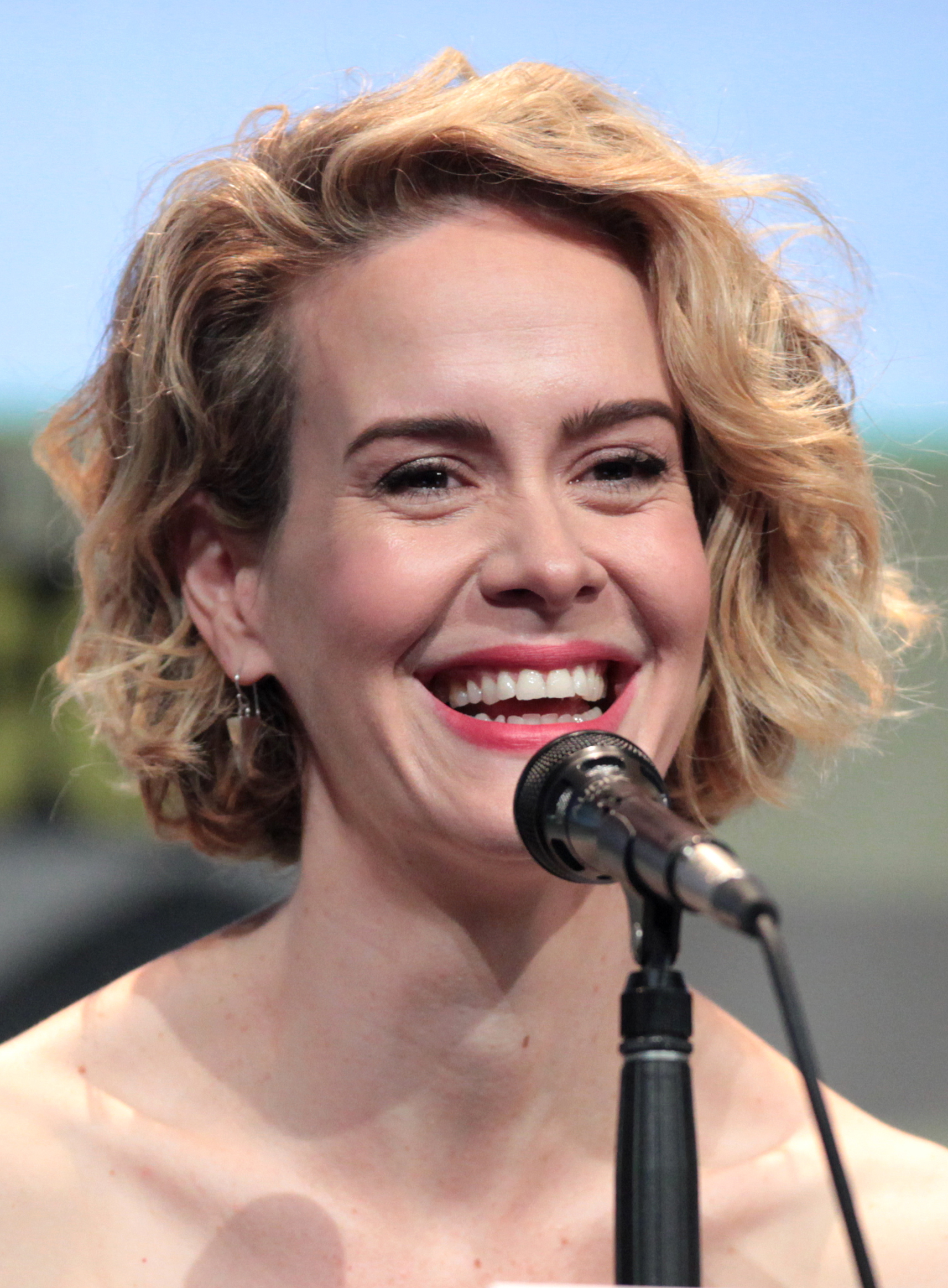
Sarah Paulson nel 2015

Nel 2011 Paulson viene ingaggiata per recitare nella pluripremiata serie antologica American Horror Story, di cui diventa membro fisso del cast. Per la sua interpretazione nella seconda stagione, Asylum, ha vinto un Critics' Choice Television Award ed è stata nominata al Premio Emmy nel 2013. Nello stesso anno, ha interpretato il ruolo di Mary Epps nell'acclamata pellicola 12 anni schiavo. È stata nominata nuovamente all'Emmy per la terza stagione della suddetta serie, Coven, nel 2014. Nel 2015 Paulson interpreta un ruolo di supporto nel film Carol di Todd Haynes, vincendo inoltre un secondo Critics' Choice Television Award e ricevendo l'ennesima candidatura all'Emmy per la quarta stagione della serie, Freak Show. Nel 2017 riceve una candidatura al Saturn Award come miglior attrice per la sua interpretazione nella sesta stagione di American Horror Story, Roanoke, dove ha interpretato tre ruoli differenti. Sempre nel 2017 grazie alla sua interpretazione nella settima stagione, Cult, riceve la settima candidatura all'Emmy. 
Nel 2016 è protagonista della prima stagione della serie antologica American Crime Story, incentrata sul caso O. J. Simpson. La sua magistrale interpretazione dell'avvocato a capo del processo Marcia Clark è stata universalmente lodata dalla critica e le è valsa per la prima volta il Television Critics Association Award, il Premio Emmy, lo Screen Actors Guild Award, il Golden Globe e il terzo Critics' Choice Award. Con la vittoria di tutti i premi maggiori nel circuito televisivo, Paulson ha siglato il miglior percorso di sempre per un'attrice nell'arco di uno stesso anno di premiazione.
Dal 2016 al 2020 la Paulson appare in: Blue Jay (2016), Rebel in the Rye (2017), The Post (2017), Ocean's 8 (2018), spin-off di Ocean's Eleven in cui è protagonista insieme a Sandra Bullock, Cate Blanchett, Anne Hathaway, Rihanna, Helena Bonham Carter, Mindy Kaling e Awkwafina, Bird Box (2018), Glass (2019), in cui interpreta l’antagonista principale, Il cardellino (2019) e Run (2020), di cui è assoluta protagonista. Quest'ultima pellicola, la cui distribuzione è stata posticipata a causa della pandemia di COVID-19, è stata infine distribuita sulla piattaforma Hulu. Contemporaneamente Paulson torna anche nell'ottava stagione di American Horror Story, Apocalypse, in cui interpreta più ruoli e fa anche il suo debutto da regista, dirigendone un episodio.
Nel 2020 oltre ad apparire nella miniserie Mrs. America e nel film satirico Coastal Elites interpreta l'infermiera Mildred Ratched in Ratched, serie televisiva targata Netflix co-prodotta da lei stessa e da Ryan Murphy, con cui ha precedentemente lavorato in American Horror Story e American Crime Story. Nel 2021 ritorna nelle nuove antologie di entrambe le serie, rispettivamente Double Feature e Impeachment, in cui interpreta Linda Tripp, e riceve la sua quarta candidatura al Golden Globe, stavolta come miglior attrice in una serie drammatica, per la sua interpretazione in Ratched. Nel 2023 torna a Broadway nel dramma Appropriate e per la sua interpretazione vince il Drama Desk Award, il Drama League Award e il Tony Award l'anno seguente.
Nel 2024 è la protagonista del film horror Hold Your Breath presentato al Toronto Film Festival e distribuito nella piattaforma Hulu.

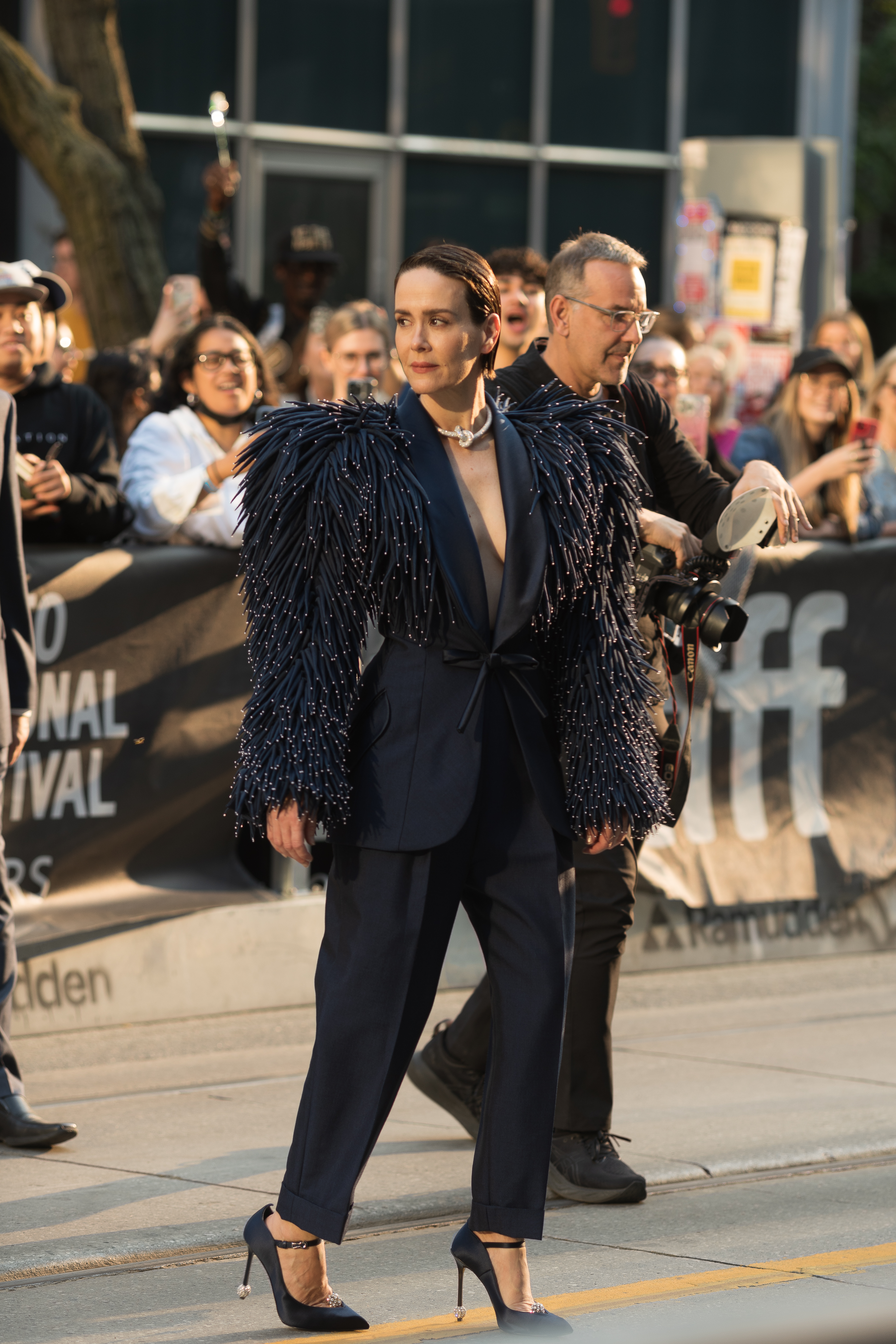
Sara Paulson nel 2024

## Vita privata
Dichiaratamente pansessuale, dal 2004 al 2009 ha avuto una relazione con l'attrice Cherry Jones, mentre dal 2015 è legata sentimentalmente all'attrice Holland Taylor.

## Filmografia

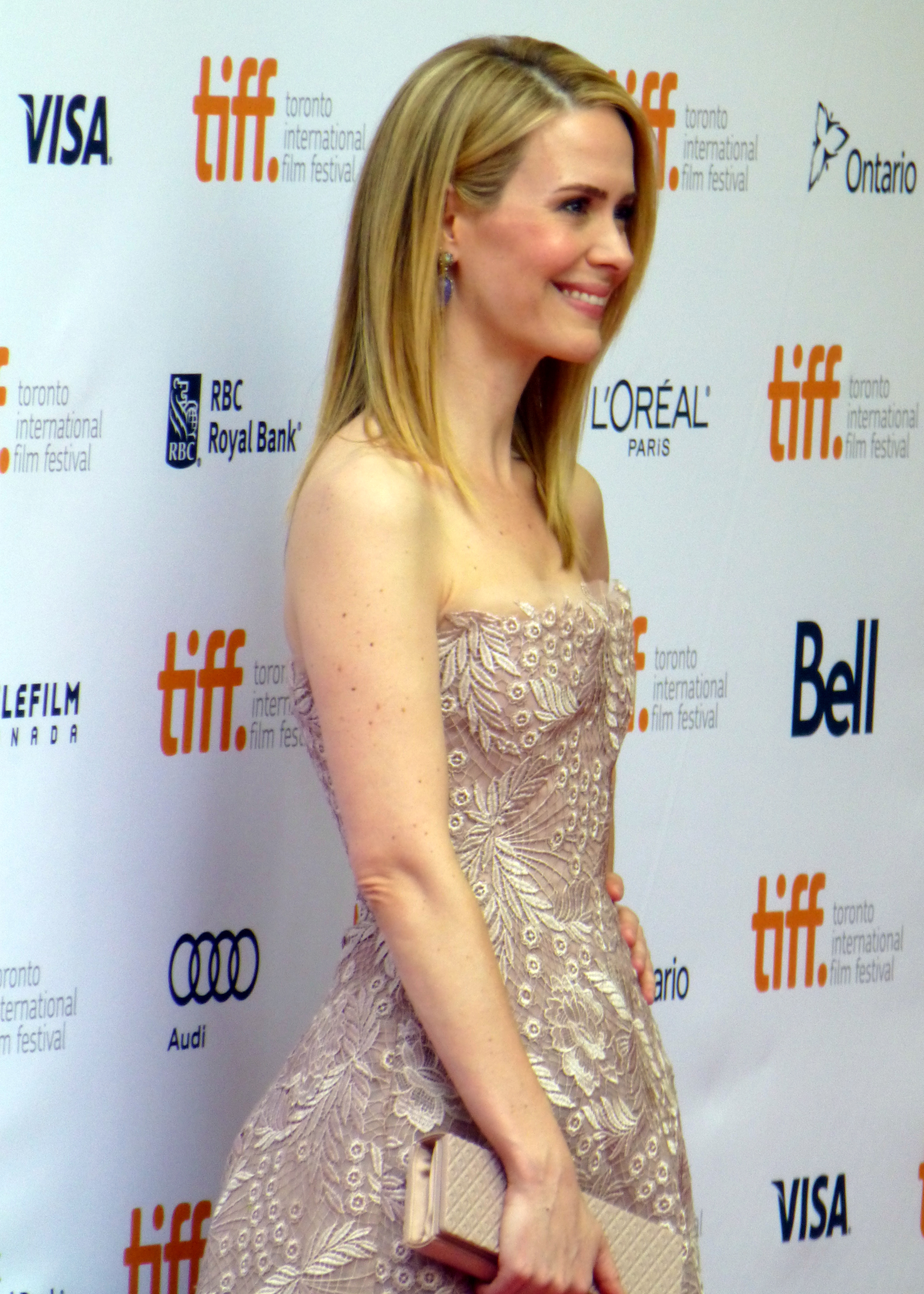
Sarah Paulson al Toronto Film Festival nel 2013

### Attrice

#### Cinema
- Levitation, regia di Scott D. Goldstein (1997)
- Un amore speciale (The Other Sister), regia di Garry Marshall (1999)
- Uno spostato sotto tiro (Held Up), regia di Garry Marshall (1999)
- What Women Want - Quello che le donne vogliono (What Women Want), regia di Nancy Meyers (2000)
- Bug, regia di Phil Hay e Matt Manfredi (2002)
- Abbasso l'amore (Down with Love), regia di Peyton Reed (2003)
- Swimmers, regia di Doug Sadler (2005)
- Serenity, regia di Joss Whedon (2005)
- La scandalosa vita di Bettie Page (The Notorious Bettie Page), regia di Mary Harron (2005)
- Diggers, regia di Katherine Dieckmann (2006)
- Griffin & Phoenix, regia di Ed Stone (2006)
- The Spirit, regia di Frank Miller (2008)
- La fuga di Martha (Martha Marcy May Marlene), regia di Sean Durkin (2011)
- Capodanno a New York (New Year's Eve), regia di Garry Marshall (2011)
- Mud, regia di Jeff Nichols (2012)
- Fairhaven, regia di Tom O’Brien (2012)
- The Time Being, regia di Nenad Cicin-Sain (2012)
- 12 anni schiavo (12 Years a Slave), regia di Steve McQueen (2013)
- The Runner, regia di Austin Stark (2015)
- Carol, regia di Todd Haynes (2015)
- Blue Jay, regia di Alex Lehmann (2016)
- Rebel in the Rye, regia di Danny Strong (2017)
- The Post, regia di Steven Spielberg (2017)
- Ocean's 8, regia di Gary Ross (2018)
- Bird Box, regia di Susanne Bier (2018)
- Glass, regia di M. Night Shyamalan (2019)
- Il cardellino (The Goldfinch), regia di John Crowley (2019)
- Run, regia di Aneesh Chaganty (2020)
- Hold Your Breath, regia di Karrie Crouse (2024)

#### Televisione
- Law & Order - I due volti della giustizia (Law & Order) – serie TV, episodio 5x04 (1994)
- American Gothic – serie TV, 18 episodi (1995-1996)
- Shaughnessy, regia di Micheal Ray Rhodes – film TV (1996)
- Cracker: Mind Over Murder – serie tv, 1 episodio (1997)
- The Long Way Home – film TV, regia di Glenn Jordan (1998)
- Jack & Jill – serie TV, 31 episodi (1999-2001)
- Il tocco di un angelo (Touched by an Angel) – serie TV, episodio 8x04 (2001)
- Leap of Faith – serie TV, 6 episodi (2002)
- Path to War - L'altro Vietnam (Path to War), regia di John Frankenheimer – film TV (2002)
- The D.A. – serie TV, 4 episodi (2004)
- Nip/Tuck – serie TV, episodio 2x08 (2004)
- Deadwood – serie TV, 9 episodi (2005)
- Mi sposo a Natale (A Christmas Wedding), regia di Michael Zinberg – film TV (2006)
- Studio 60 on the Sunset Strip – serie TV, 22 episodi (2006-2007)
- Cupid – serie TV, 7 episodi (2009)
- Law & Order - Unità vittime speciali (Law & Order: Special Victims Unit) – serie TV, episodio 11x12 (2010)
- Grey's Anatomy – serie TV, episodio 6x15 (2010)
- Miracolo a novembre (November Christmas), regia di Robert Harmon – film TV (2010)
- Desperate Housewives – serie TV, 2 episodi (2007-2011)
- American Horror Story – serie TV, 95 episodi (2011-2018; 2021)
- Blue – webserie, 2 episodi (2012)
- Game Change, regia di Jay Roach – film TV (2012)
- American Crime Story – serie TV, 20 episodi (2016,2021)
- Feud – serie TV, episodio 1x05 (2017)
- Mrs. America, regia di Anna Boden – miniserie TV, 9 episodi (2020)
- Coastal Elites, regia di Jay Roach – film TV (2020)
- Ratched – serie TV, 8 episodi (2020)
- Stand Out: An LGBTQ+ Celebration – speciale TV (2022)
- Saturday Night Live – speciale TV (2023)
- The Bear – serie TV, 2 episodi (2023-2025)
- Mr. & Mrs. Smith – serie TV, episodio 1x06 (2024)
- All’s fair – serie TV (2025)

#### Cortometraggi
- Whose Dog Is It Anyway?, regista di Cindy Chupack (2009)
- After-School Special, regia di Jacob Chase (2010)
- Stars in Shorts, registi vari (2011)
- #twitterkills, regia di Brett Sorem (2014)

### Doppiatrice
- Il piccolo yeti (Abominable), regia di Jill Culton e Todd Wilderman (2019)
- I Griffin (Family Guy) – serie animata, episodio 17x16 (2019)

### Produttrice
- Ratched – serie TV (2020)
- American Horror Story – serie TV (2021)
- Hold Your Breath, regia di Karrie Crouse (2024)

### Regista
- American Horror Story – serie TV, episodio 8x06 (2018)

## Teatro
- The Sisters Rosensweig di Wendy Wasserstein, regia di Daniel J. Sullivan. Ethel Barrymore Theatre di Broadway (1993)
- Talking Pictures di Horton Foote, regia di Carol Goodheart. Signature Theatre dell'Off Broadway (1994)
- Killer Joe di Tracy Letts, regia di Wilson Milam. SoHo Playhouse dell'Off Broadway (1998)
- Colder Than Here di Laura Wade, regia di Abigail Morris. Lucille Lortel Theatre dell'Off Broadway (2005)
- Lo zoo di vetro di Tennessee Williams, regia di David Leveaux. Ethel Barrymore Theatre di Broadway (2005)
- Il giardino dei ciliegi di Anton Čechov, regia di Sean Mathias. Mark Taper Forum di Los Angeles (2006)
- Crimini del cuore di Beth Henley, regia di Kathleen Turner. Lucille Lortel Theatre dell'Off Broadway (2008)
- Still Life di Alexander Dinelaris, regia di Will Frears. Lucille Lortel Theatre dell'Off Broadway (2009)
- Collected Stories di Donald Margulies, regia di Lynne Meadow. Samuel J. Friedman Theatre di Broadway (2010)
- Talley's Folly di Lanford Wilson, regia di Michael Wilson. Laura Pels Theatre dell'Off Broadway (2013)
- Appropriate di Branden Jacobs-Jenkins, regia di Lila Neuggebaurer. Helen Hayes Theater e Belasco Theatre di Broadway (2023-2024)

## Riconoscimenti

### Televisivi
- Golden Globe
  - 2007 – Candidatura alla miglior attrice non protagonista in una mini-serie o film per la televisione per Studio 60 on the Sunset Strip
  - 2013 – Candidatura alla miglior attrice non protagonista in una mini-serie o film per la televisione per Game Change
  - 2017 – Miglior attrice in una mini-serie o film per la televisione per American Crime Story: Il caso O.J. Simpson
  - 2021 – Candidatura alla miglior attrice in una serie drammatica per Ratched

- Premio Emmy
  - 2012 – Candidatura alla miglior attrice non protagonista in una miniserie o film per la televisione per Game Change
  - 2013 – Candidatura alla miglior attrice non protagonista in una miniserie o film per la televisione per American Horror Story: Asylum
  - 2014 – Candidatura alla miglior attrice protagonista in una miniserie o film per la televisione per American Horror Story: Coven
  - 2015 – Candidatura alla miglior attrice non protagonista in una miniserie o film per la televisione per American Horror Story: Freak Show
  - 2016 – Miglior attrice protagonista in una miniserie o film per la televisione per American Crime Story: Il caso O.J. Simpson
  - 2016 – Candidatura alla miglior attrice non protagonista in una miniserie o film per la televisione per American Horror Story: Hotel
  - 2018 – Candidatura alla miglior attrice protagonista in una miniserie o film per la televisione per American Horror Story: Cult
  - 2022 – Candidatura alla miglior attrice protagonista in una miniserie o film per la televisione per American Crime Story: Impeachment
  - 2024 - Candidatura alla miglior attrice guest star in una serie drammatica per Mr. & Mrs. Smith

- Screen Actors Guild Award
  - 2014 – Candidatura al miglior cast cinematografico per 12 anni schiavo
  - 2017 – Miglior attrice in una miniserie o film per la televisione per American Crime Story: Il caso O.J. Simpson

- Critics' Choice Awards
  - 2013 – Miglior attrice non protagonista in un film o miniserie TV per American Horror Story: Asylum
  - 2015 – Miglior attrice non protagonista in un film o miniserie TV per American Horror Story: Freak Show
  - 2016 – Candidatura alla miglior attrice non protagonista in un film o miniserie TV per American Horror Story: Hotel
  - 2016 – Miglior attrice in un film o miniserie per American Crime Story: Il caso O.J. Simpson

- Satellite Awards
  - 2006 – Candidatura alla miglior attrice in una serie drammatica per Studio 60 on the Sunset Strip
  - 2012 – Candidatura alla miglior attrice non protagonista in una serie, miniserie o film per la televisione per Game Change
  - 2015 – Miglior attrice non protagonista in una serie, miniserie o film per la televisione per American Horror Story: Freak Show
  - 2017 – Miglior attrice in una miniserie o film per la televisione per American Crime Story: Il caso O.J. Simpson

- Dorian Awards
  - 2017 - Miglior attrice dell’anno per American Crime Story: Il caso O.J. Simpson
- Astra Awards
  - 2024 - Candidatura alla migliore attrice guest star in una serie drammatica per Mr. & Mrs. Smith
  - 2024 - Candidatura alla miglior attrice guest star in una serie commedia per The Bear

### Teatrali
- Tony Award
  - 2024 – Miglior attrice protagonista in un'opera teatrale per Appropriate

- Drama League Award
  - 2024 – Miglior performance per Appropriate
- Drama Desk Award
  - 2024 – Miglior performance per Appropriate

## Doppiatrici italiane
Nelle versioni in italiano dei suoi lavori, Sarah Paulson è stata doppiata da:
- Tiziana Avarista in Jack & Jill, The Spirit, Ocean's 8, Mr. & Mrs. Smith
- Cristina Boraschi in American Horror Story, American Crime Story, Mrs. America, The Bear
- Francesca Fiorentini in Game Change, Carol, Rebel in the Rye, Run
- Alessandra Korompay ne Il tocco di un angelo, Swimmers, Capodanno a New York
- Chiara Colizzi in Cupid, La fuga di Martha, The Post
- Rossella Acerbo in Law & Order - I due volti della giustizia, Serenity
- Eleonora De Angelis in What Women Want - Quello che le donne vogliono, Mi sposo a Natale
- Barbara De Bortoli in Studio 60 on the Sunset Strip, Law & Order - Unità vittime speciali
- Selvaggia Quattrini in Miracolo a novembre, Ratched
- Daniela Calò in Glass, Hold Your Breath
- Georgia Lepore in American Gothic
- Cristiana Lionello in Un amore speciale
- Claudia Razzi in Abbasso l'amore
- Angela Brusa in Nip/Tuck
- Antonella Baldini in Grey's Anatomy
- Claudia Balboni in Desperate Housewives (st. 4)
- Valentina Mari in Desperate Housewife (st. 8)
- Emanuela D'Amico in Mud
- Chiara Gioncardi in 12 anni schiavo
- Tania De Domenico in Blue Jay
- Silvia Barone in Feud
- Marina Guadagno in Bird Box
- Stella Musy ne Il cardellino

Da doppiatrice è sostituita da:
- Ilaria Stagni ne Il piccolo yeti
- Tiziana Avarista ne I Griffin